# Pisit Poodchalat
Pisit Poodchalat (Thai: พิสิษฐ์ พูดฉลาด; * 20. Februar 1992) ist ein thailändischer Badmintonspieler. 

## Karriere
Pisit Poodchalat gewann bei der Junioren-Badmintonasienmeisterschaft 2010 Bronze im Mixed gemeinsam mit Lam Narissapat. Bei den Olympischen Jugend-Sommerspielen 2010 wurde er Erster im Herreneinzel. Bei den Südostasienspielen 2011 belegte er Rang drei mit dem thailändischen Herrenteam. Im gleichen Jahr gewann er im Herreneinzel Bronze bei den nationalen Titelkämpfen. 2012 gewann er den nationalen Einzeltitel. 